# La Clé des ondes
Pour les articles homonymes, voir ondes (homonymie).
 (janvier 2024).
La Clé des ondes est une radio associative non-commerciale française, sans publicité, diffusant un programme « alternatif » sur l'ensemble de l'agglomération bordelaise.
Revendiquant l'esprit contestataire des premières radios libres, elle fait la part belle aux associations et collectifs proches de la gauche militante et pluraliste, à l'information de proximité et à la musique de tous horizons (Amérique latine, Espagne, Maghreb ou Afrique) : jazz, blues, rock, chanson à texte, chanson engagée, reggae, Ska, hip-hop (rap politique), etc..
Elle émet en modulation de fréquence (FM) sur la fréquence 90,1 MHz, en radio numérique (DAB), et peut être reçue dans un rayon de vingt à vingt-cinq kilomètres autour de son émetteur principal. La diffusion en streaming sur internet permet quant à elle d'élargir son auditoire bien au-delà des limites de la métropole bordelaise.

## Historique

### Lancement en 1981
La Clé des ondes naît de la politique de libéralisation des ondes voulue par le président François Mitterrand en juillet 1981. Conçue comme une alternative aux radios commerciales par quatre bordelais (Marc Ducasse, José Sanchez, Annie Bibonne et Mathias Sanchez) désireux de partager une certaine conception de la « liberté des ondes », la nouvelle radio commence ses émissions depuis un studio de fortune aménagé sous les combles d'un appartement de la rue Neuve à Bordeaux. Au mois d'août 1981, la Clé des Ondes commence à émettre dans un paysage audiovisuel bordelais alors en pleine effervescence. La Clé Des Ondes se jumèle en 1984 avec Radio Venceremos (FMLN).

### Radio «pas tranquille»
Concevant la radio comme un moyen de mettre en avant les gens « ayant quelque chose à dire » et de « faire réfléchir » par le biais de l'humour (volontiers corrosif), de la poésie revendicative ou des « coups de gueule », la Clé des Ondes devient peu à peu l'unique média alternatif de l'agglomération, une position tranchée qui ne va pas parfois sans quelques grincements de dents. Pour André-Jean Tudesq, en 1991, la station a maintenu un esprit associatif dans lequel perdure l'esprit des premières radios libres. 
Surnommée « La radio pas tranquille ! » dans la presse locale, elle poursuit sa « vocation » de radio post-soixante-huitarde, passant de cinq à cinquante-cinq animateurs entre 1981 et 1983. En 2016, l'un des cofondateurs de la radio et unique salarié estime que 80 bénévoles se succèdent dans les locaux.
En 2016, elle est décrite comme « un dinosaure qui a survécu » par le quotidien Sud Ouest.

### Mise en lumière du Juste Sousa Mendes
Par son travail régulier avec les associations et personnalités engagées, la Clé des ondes a permis de mettre en lumière l'histoire oubliée en France et au Portugal d'Aristides de Sousa Mendes. Pendant la Seconde Guerre mondiale, le consul du Portugal à Bordeaux a sauvé 30 000 personnes en délivrant des visas, désobéissant ainsi aux volontés du dirigeant portugais fasciste Salazar. Le lien de la station avec la communauté portugaise passe notamment par des chroniques régulières en portugais.
« C'est dans cette radio, au 27 juin 1987, que pour la première fois en France on rappelle l'action exemplaire du consul du Portugal à Bordeaux en 1940 qui, par sa désobéissance, va sauver plus 30 000 personnes des camps de la mort » déclare Manuel Dias Vas, fondateur du Comité français en hommage au consul.

### Couverture du procès Papon
La radio a couvert le procès de Maurice Papon avec la venue régulière de l'historien Michel Slitinsky et de l'avocat Gérard Boulanger, acteurs majeurs du procès,.

## Identité de la station
La politique éditoriale de la radio reste aujourd'hui encore fondée sur les mêmes valeurs : liberté d'expression, esprit revendicatif et « de gauche critique ». Malgré son engagement politique, elle se veut aussi indépendante des partis politiques de tous bords.

### Relais des associations
La Clé des Ondes se fait aussi la porte-parole de nombreuses associations engagées (Secours populaire, Occitan, Planning familial, Association de soutien avec les travailleurs immigrés, Mémoires & Partages...), et n'hésite pas à diffuser des émissions bilingues en arabe, en portugais ou en espagnol, à destination des immigrés, auxquelles elle laisse librement la parole.
Elle diffuse également une chronique en langue basque.

### Financement sans publicité
Refusant volontairement la publicité commerciale à l'antenne, elle fonctionne sur la base des cotisations de ses membres (groupés en association) et de subventions ministérielles, préservant ainsi son indépendance éditoriale. Les subventions viennent majoritairement du ministère de la culture via le Fonds de soutien à l'expression radiophonique, et minoritairement du Conseil départemental de la Gironde.

### Logo et slogan
Le logo reprend le Gavroche du célèbre tableau d'Eugène Delacroix, La Liberté guidant le peuple, son pistolet ayant été remplacé par un micro qui peut être vu comme l'arme choisie par la radio et ses bénévoles pour changer le monde.
De la même manière, le slogan de la Clé des Ondes (« La radio qui se mouille pour qu'il fasse beau »), est une métaphore qui exprime l'engagement de la radio pour changer la vie et le monde.

## Programmation

### Actualités, débats, libre antenne
La radio partage son temps d'antenne entre tribunes associatives, émissions d'actualités (Point Chaud), débats de société, libre antenne à destination de catégories de la population en lutte (syndicalistes, étudiants, quartiers...) ou marginalisées (migrants, sans-abris, SDF, prisonniers).

### Émissions en portugais et en espagnol
Le week-end, la Clé des ondes émet partiellement en portugais et en espagnol à destination de la forte communauté hispanique et latino-américaine de la métropole bordelaise. Les programmes en langue portugaise de la radio ont été créés, dès le début du projet, par le frère Bernard Rivière qui a créé l'association Codif ; pour commencer à constituer une équipe, il a impliqué le journaliste de RFI Álvaro Morna, qui est également correspondant de l'agence Lusa en France, équipe devenue pérenne puisque malgré le renouvellement humain, il y a encore aujourd'hui des émissions en portugais tous les samedis de 9h à 11h et dimanches de 9h00 à 14h00.

### Musique éclectique et non-commerciale
La radio laisse une place importante à la diffusion musicale de genres variés, du classique au rap, en passant par tous les genres de la culture rock (alternatif, punk, oi !, hard-core, métal...), afro-américaine (blues, soul, r'n'b, funk...) ou jamaïcaine (ska, rocksteady, reggae, dance hall...). Plusieurs émissions sont ainsi spécialisées dans un genre ou un autre, certaines depuis plus de 25 ans, comme Spy Market (ska, rocksteady, skinhead reggae, soul...).

## Diffusion
- Bordeaux et son agglomération : 90,1 MHz.
- Internet